# Walhalla (South Carolina)
Walhalla (South Carolina) ist eine Stadt im US-Bundesstaat South Carolina. Die Stadt ist der Verwaltungssitz des Oconee County.
Nach der Volkszählung von 2020 hatte die Stadt 4072 Einwohner.

## Geographie
Walhalla liegt in der Metropolregion Upstate South Carolina im Nordwesten South Carolinas am Rande der Blue Ridge Mountains, einem Teil der Appalachen. Walhalla ist 26 km von Clemson (South Carolina) entfernt, im Osten grenzt es an die kleine Stadt West Union.

## Geschichte
Die Gründung dieser europäisch-amerikanische Stadt wurde durch die als Pfad der Tränen bekannt gewordene Umsiedlung der Cherokee im Jahre 1838 ermöglicht. 1850 wurde Walhalla von der German Colonization Society geplant und errichtet.
Oconee County wurde 1868, nach dem Amerikanischen Bürgerkrieg und während der Zeit des Wiederaufbaus gegründet. Walhalla wurde zum Verwaltungssitz des neu gegründeten Countys.

### Namensherkunft
Die deutschen Siedler, hauptsächlich politische Flüchtlinge, nannten ihre Siedlung Valhalla, in Anlehnung an das Jenseits in der nordischen Mythologie.
Ellicott Rock, Keil Farm, Oconee County Cage, Oconee County Courthouse, Oconee Station und Richards House, St. John's Lutheran Church, Stumphouse Tunnel Complex und Walhalla Graded School sind Naturformationen und Bauwerke in Walhalla, die in das National Register of Historic Places aufgenommen wurden.

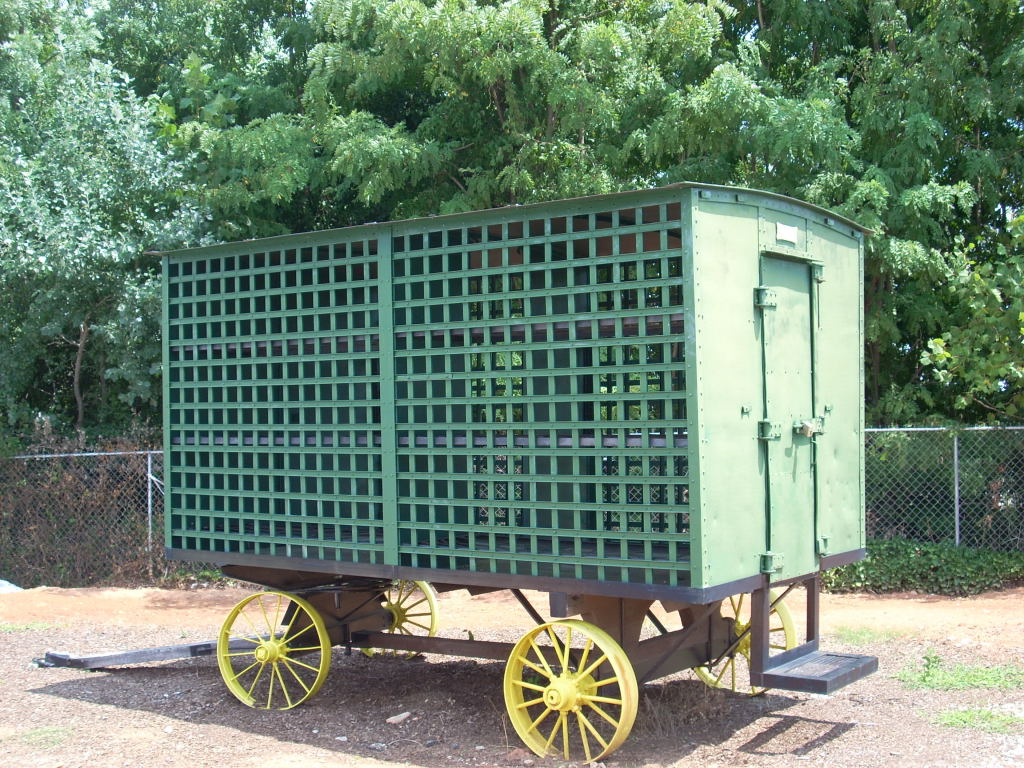
Der Oconee County Cage in Walhalla, Gefangenentransporter von 1900

## Infrastruktur
In Walhalla kreuzen sich der South Carolina Highway 28 und der South Carolina Highway 183.

## Söhne und Töchter der Stadt
- James Harvey Davis (1853–1940), Politiker
- Cornelia Strong (1877–1955), Mathematikerin, Astronomin und Hochschullehrerin
- John Portman (1924–2017), Architekt und Immobilienentwickler